# Rio Ciuciula
O Rio Ciuciula é um rio da Romênia, afluente do Ciban, localizado no distrito de Sibiu.